# Mord am Montag
Mord am Montag ist ein Kriminalfilm der DEFA von Regiedebütant Hans Kratzert aus dem Jahr 1968, nach einer Novelle von Franz Wysbar. Der Kinostart war am 13. September 1968.

## Handlung
In Westdeutschland findet die Polizei aufgrund eines anonymen Anrufs einer Frau die Leiche des ermordeten Fotomodells Monika Stangel. Bis auf den Ort, Stangels Apartment, und die Tatsache, dass ein Mann eilig davonrannte, hat die Polizei keine Informationen von der unbekannten Anruferin erhalten. Kriminalinspektor Laube und Kriminalassistent Bentheim ermitteln in dem Mordfall und finden am Tatort versteckte Rohdiamanten. Eine Hausbewohnerin berichtet den Kommissaren von einem Mann, der bei Monika Stangel am Tatabend zu Gast gewesen wäre. Sollte es sich dabei um den Mann handeln, der kurz vor dem Eintreffen der Polizei weggerannt war, erschließt sich den Ermittlern nicht, weshalb er – wenn er der Mörder wäre – noch Stunden nach dem Tod des Opfers, in der Wohnung geblieben sein sollte. Aufgrund des auffälligen Wagens, mit dem der Verdächtige geflüchtet war, kann Kommissar Laube Generaldirektor Dr. Ingo Vogelsang als Fahrzeughalter ermitteln. Bei einer Befragung gibt Vogelsang offen zu, mit dem Fotomodell verabredet gewesen zu sein, und da er nicht in einen Mord verwickelt werden wollte, sei er geflohen, als er das Mädchen tot in ihrem Apartment vorfand. Vogelsang vermutet, dass er in eine Falle gelockt werden sollte, da er aufgrund seiner Stellung nicht nur Freunde habe. Er bietet Laube an, ihn bei seinen Ermittlungen zu unterstützen, wenn er der Presse gegenüber seinen Namen heraushalten würde.
Kriminalassistent Bentheim befragt derweil den Fotografen, mit dem das Opfer in letzter Zeit zusammengearbeitet hatte, und erfährt so den Namen einer Freundin des Opfers. Als sich Laube bei Gitte Moosbauer umsieht, entdeckt er eine ähnliche afrikanische Figur wie in Monika Stangels Wohnung. Beim Nachsehen entdeckt er auch in dieser kleinen Holzfigur Rohdiamanten. Angeblich hatte Moosbauers Verlobter, ein Pilot, ihr die Figur vor sechs Monaten aus Kapstadt mitgebracht.
Die Ermittlungen führen die Polizei letztendlich zu einem Diamantenschmugglerring mit Verbindungen nach Südafrika, in den ganz offensichtlich Dr. Ingo Vogelsang verwickelt ist. Nachdem Inspektor Laube bei einer Aktion im Alleingang ermordet wird, muss sein Kollege Bentheim die Ermittlungen alleine weiterführen. Da sein Verhältnis zu Laube nicht das beste war, weil der ihn immer wieder spüren ließ, dass er nicht viel von seinem Assistenten hielt, versucht Bentheim die letzten Ermittlungswege Laubes nachzuvollziehen. So kommt auch er dahinter, das die Kontakte von Stangel und Moosbauer zu den Kriminellen der Schlüsselpunkt sind. Bei ihnen haben ihre männlichen Besucher, Piloten auf dem Rückflug aus Kapstadt, die Diamanten heimlich in den Figuren versteckt. Beide Frauen hatten eine gemeinsame Bekannte: ihre Masseurin Lydia Amberger. Sie hatte die Figuren immer wieder unbemerkt ausgetauscht und an ihre Mittelsmänner weitergeleitet. Nachdem Stangel dahintergekommen war, hatte sie einige der Diamanten beiseite geschafft. Da ein Verkauf nicht so einfach funktionierte, versuchte sie es mit Erpressung, was letztendlich ihr Todesurteil war. Bentheim konfrontiert Lydia Amberger mit seinem Verdacht gegen sie und hofft auf ein Geständnis, was jedoch nicht funktioniert. Stattdessen lockt sie ihn zu Vogelsang, der ihn zunächst zu beeinflussen versucht. Nachdem Bentheim darauf nicht eingeht, kommt es zu einem Handgemenge, in dessen Folge Frau Amberger ihren Chauffeur Siegfried ohne Vorwarnung erschießt und meint: „Sie brauchten doch einen Mörder, Bitteschön. Und es ist sogar der Richtige.“ Bentheim ist irritiert, muss es aber so akzeptieren, da alle Anwesenden bezeugen, dass er den Chauffeur in Notwehr erschossen hätte.

## Produktion und Veröffentlichung
Für die Dramaturgie war Gerhard Hartwig zuständig.
Mord am Montag wurde unter dem Arbeitstitel Der Besuch von der DEFA, Gruppe Roter Kreis als Schwarzweißfilm in Totalvision gedreht und hatte am 13. September 1968 im Berliner Kino International Premiere. Im Fernsehen der DDR wurde der Film zum ersten Mal am 27. Juni 1970 im 1. Programm gesendet.

## Synchronisation
| Rolle       | Darsteller      | Synchronsprecher   |
| ----------- | --------------- | ------------------ |
| Hanna Stern | Barbara Brylska | Annekathrin Bürger |

## Rezeption
Günter Sobe kommt in der Berliner Zeitung zu dem Schluss, dass der Film auch Diebstahl am Dienstag oder Missetat am Mittwoch oder auch Frevel am Freitag hätte heißen können, da der Titel keine tiefere Bedeutung habe. Der frisch von der Filmhochschule gekommene Regisseur wirkte mit seiner Inszenierung erstaunlich routiniert. Die jungen Damen in dem gängigen Kriminalfilm steigerten in dem Film den Schauwert für die Männerwelt.
In der Neuen Zeit steht in einem mit I. R. gezeichneten Artikel, dass es diesem Kriminalfilm mit Gesellschaftskritik, der in dem Dschungel von Skandalen und Verbrechen in den Spitzen der bundesrepublikanischen Gesellschaft angesiedelt sei, an Spannung nicht fehle. Nur die Realisierung sei nicht gut gelungen, da die gesellschaftlichen Verhältnisse simplifiziert und die Zusammenhänge nicht einmal angedeutet würden.

„Spannender Krimi mit stark politischen Akzenten, in Aufbau, künstlerischer Gestaltung und Aussage nicht immer überzeugend.“